# Società Sportiva Lazio Calcio Femminile 2007-2008
Questa voce raccoglie le informazioni riguardanti la Società Sportiva Lazio Calcio Femminile nelle competizioni ufficiali della stagione 2007-2008.

## Organigramma societario

### Area amministrativa
- Fabio Di Marziantonio - Vicepresidente
- Maurizio Cortani - Dirigente accompagnatore
- Alessandro Pizzuti - Foto e sito internet

### Area tecnica
- Angelo Tiburzi - Massaggiatore
- Sergio De Pinto - Preparatore atletico
- Robert Jacasovich - Medico sociale

## Rosa
Rosa aggiornata alla fine della stagione.
| N. |                   | Ruolo | Calciatrice         |
| -- | ----------------- | ----- | ------------------- |
|    | Italia (bandiera) | A     | Sara Berarducci     |
|    | Italia (bandiera) | D     | Caterina Capolunghi |
|    | Italia (bandiera) | A     | Fabiana Colasuonno  |
|    | Italia (bandiera) | C     | Siria De Angelis    |
|    | Italia (bandiera) | C     | Silvia De Luca      |
|    | Italia (bandiera) | D     | Daniela Di Bari     |
|    | Italia (bandiera) | C     | Roberta Di Pastena  |
|    | Italia (bandiera) | C     | Fey Di Patrizi      |
|    | Italia (bandiera) | P     | Mimma Fazio         |
|    | Italia (bandiera) | D     | Alice Ferrazza      |
|    | Italia (bandiera) | A     | Giorgia Fiaschi     |

| N. |                   | Ruolo | Calciatrice        |
| -- | ----------------- | ----- | ------------------ |
|    | Italia (bandiera) | D     | Valentina Foschi   |
|    | Italia (bandiera) | D     | Valentina Lanzieri |
|    | Italia (bandiera) | D     | Valentina Licata   |
|    | Italia (bandiera) | A     | Noemi Lo Buono     |
|    | Italia (bandiera) | C     | Martini            |
|    | Italia (bandiera) | A     | Vania Massimi      |
|    | Italia (bandiera) | P     | Clarice Morelli    |
|    | Italia (bandiera) | D     | Clarissa Romanzi   |
|    | Italia (bandiera) | C     | Sara Segnalini     |
|    | Italia (bandiera) | C     | Michela Sulfaro    |